# Wallace Simonsen
Wallace Cochrane Simonsen (Rio de Janeiro, 23 de maio de 1884 — São Paulo, 6 de junho de 1955) foi um banqueiro e político brasileiro, um dos líderes do movimento pela emancipação de São Bernardo do Campo (1945), e seu primeiro prefeito.
Era pai do empresário Mário Wallace Simonsen.

## Biografia
Filho do inglês Sidney Martin Simonsen e Robertina Cochrane Simonsen, foi casado com Maria Emilia Moretson Simonsen, com quem teve oito filhos: Lucila, Mário, Zaira, Luci, Jorge, Maria Luiza, Luiz e Renê.
Seus primeiros estudos foram no Colégio São Luiz, em Itu. Obteve seu primeiro emprego em 1899, trabalhando como escriturário no Banco do Comércio e Indústria, em Santos. Atuando na corretagem do café, galgou carreira impressionante, se transformando anos depois no presidente-fundador do Banco Noroeste e em influente figura das elites paulistas e brasileiras.
Simonsen chegou a São Bernardo em 1929, ocasião em que adquiriu terras no município e lá instalou, em 1932, um sítio de recreio ao qual deu o nome de "Chácara Silvestre".
Em 1938, o país vivia sob a ditadura de Getúlio Vargas, que nomeava os interventores estaduais e lhes dava plenos poderes, inclusive para rebaixar municípios a distritos, elevar distritos a municípios e para nomear prefeitos.  Em 30 de novembro de 1938, o interventor estadual Adhemar de Barros, assinou um decreto transferindo a sede do município de São Bernardo para Santo André, sendo a antiga Vila de São Bernardo rebaixada a mero distrito.
Descontentes com a humilhante situação enfrentada pela cidade, um grupo de empresários começa a se reunir em segredo, para discutir a emancipação de São Bernardo. Sem grande prestígio político junto ao governo, esse grupo pouco podia fazer para recuperar a autonomia de São Bernardo.
As reuniões do movimento autonomista aconteciam no "Bar e Café Expresso", que ficava na esquina da Marechal Deodoro com Dr. Fláquer. Bortolo Basso, dono do estabelecimento, sugere que o grupo procure o banqueiro Wallace Simonsen, proprietário de uma chácara na cidade (a Chácara Silvestre). Empresário de prestígio nacional, Simonsen forneceria a força política que faltava ao grupo.
Em maio de 1943, sob a liderança de Wallace  Simonsen, é fundada a Sociedade dos Amigos de São Bernardo. Criada com o objetivo de coordenar a luta pela emancipação, a sociedade contava com a participação de Pery Ronchetti, Francisco Miele, Ítalo Setti, João Corazza e Plínio Ghirardello.
Baseados em uma disposição governamental que garantia o direito de pleitear a emancipação aos distritos que preenchessem certos requisitos mínimos, em termos de território e população, o grupo solicita a emancipação do município. Graças à persistência desse grupo e à influência política de Simonsen, o decreto-lei 14.334 de 30 de novembro de 1944, que estabelecia a nova divisão político-administrativa do Estado e São Paulo, elevou novamente o distrito de São Bernardo à categoria de município. No dia 1° de janeiro de 1945, o novo município foi instalado - agora com o acréscimo "do Campo" agregado ao nome "São Bernardo". Wallace Simonsen, nomeado prefeito, toma posse naquele mesmo dia e governou a cidade até 1947.

#### Chácara Silvestre
São Bernardo havia sido rebaixada a distrito de Santo André, em 1938, só conseguiu tornar-se cidade no final do ano de 1944, devido à atuação política de Simonsen. Simonsen foi responsável junto com maestro João Gomes, João Silvério da Silva, pela composição e melodia do hino oficial de São Bernardo do Campo.
Antiga propriedade de veraneio da família Simonsen, vincula-se à história da cidade pela atuação de Simonsen em prol da emancipação de São Bernardo do Campo. Preservada em razão de sua importância histórica e arquitetônica, como marco da arquitetura residencial da elite dos anos 30, com forte influência do estilo europeu, presente no destaque dado às vigas da fachada principal e como importante testemunho do subúrbio rural que São Bernardo do Campo desempenhou regionalmente. É um bem cultural tombado pelo COMPAHC — Conselho Municipal do Patrimônio Histórico e Cultural de São Bernardo do Campo e se localiza no bairro Nova Petrópolis em São Bernardo do Campo.